# Boba Lobilo
Florian Boba Lobilo (1950. április 10. –) volt kongói válogatott labdarúgó.

## Pályafutása

### A válogatottban
A zairei válogatottban szerepelt. Részt vett az 1974-es afrikai nemzetek kupáján, és az 1974-es világbajnokságon.

## Sikerei, díjai
Vita Club
- CAF-bajnokok ligája (1): 1973

Zaire
- Afrikai nemzetek kupája győztes (1): 1974